# Haliclona albapontica
Haliclona albapontica är en svampdjursart som först beskrevs av Voldemar Czerniavsky 1880.  Haliclona albapontica ingår i släktet Haliclona och familjen Chalinidae. Utöver nominatformen finns också underarten H. a. polypoides.